# Ordine per Lealtà e merito
L'Ordine per Lealtà e Merito è un'onorificenza della casata reale olandese degli Orange-Nassau. L'Ordine venne fondato nel 1969 dalla regina Giuliana dei Paesi Bassi dopo la sua riorganizzazione dell'Ordine della Casata d'Orange.
Da statuto, esso viene concesso a quanti "abbiano lealmente e fedelmente servito lo stato ed il capo dello stato o i membri della famiglia reale durante il loro lavoro quotidiano."
L'Ordine consta di due gradi:
- Croce per Lealtà e Merito in Oro.
- Croce per Lealtà e Merito in Argento.

Le decorazioni vengono concesse normalmente dopo 25 e dopo 40 anni di servizio.
Molti membri del personale diretto della regina hanno negli anni ottenuto questa onorificenza.